# Język malajski jambi
Język malajski jambi (malajski bahasa Melayu Jambi) – język austronezyjski używany w indonezyjskiej prowincji Jambi. Według danych z 2000 roku posługuje się nim milion osób.
Swoim zasięgiem obejmuje także pewne zakątki prowincji Bengkulu (niewielki obszar na południe od jeziora Dipatipan), Riau (kabupateny Indragiri Hulu i Indragiri Hilir), Sumatra Południowa (północne obrzeże prowincji) i Sumatra Zachodnia (kabupaten Pesisir Selatan).
Dzieli się na trzy główne dialekty: jambi ilir, jambi ulu i pesisir („nadbrzeżny”). Tworzy sieć pokrewnych odmian wraz z malajskim riau, minangkabau i musi. Należy do grupy języków malajskich, według klasyfikacji Ethnologue stanowi część tzw. makrojęzyka malajskiego.
W malajskim jambi zaznaczyły się wpływy jawajskiego i minangkabau. Związek historyczny z jawajskim przyczynił się do powstania poziomów mowy (basó kasar – „język szorstki”, basó alós – „język uprzejmy”).
W użyciu jest także język indonezyjski, który dominuje w różnych sferach życia (szkolnictwo, piśmiennictwo, środki masowego przekazu). Malajski jambi wykazuje silne wpływy języka narodowego; wiele rodzimych cech i form leksykalnych konkuruje z elementami indonezyjskimi. Na terenach miejskich wykształciła się forma pośrednia między malajskim jambi a standardowym indonezyjskim (Jambi Indonesian). Tradycyjne odmiany języka są zagrożone wymarciem w perspektywie długoterminowej.
Pierwsze informacje dot. malajskiego jambi pochodzą z I poł. XX w. Istnieje też szereg nowszych publikacji poświęconych temu językowi, w dużej mierze powstałych pod auspicjami Pusat Pembinaan dan Pengembangan Bahasa. Są wśród nich prace gramatyczne (1985, 1986, 2000)    oraz dwutomowy słownik (1997/1998). W publikacji z 1985 r. zawarto dane leksykalne z różnych dialektów jambi. Materiały z XXI w. obejmują opracowania gramatyczne (2010, 2025)  oraz słownik dialektu seberang (2021). Jest zapisywany alfabetem łacińskim.